# あさぎり町立岡原小学校
あさぎり町立岡原小学校（あさぎりちょうりつ おかはるしょうがっこう）は、熊本県球磨郡あさぎり町岡原北にある公立小学校。

## 概要
歴史
1874年（明治7年）に「府本小学校」として創立。現校名になったのは2003年（平成15年）。2024年（令和6年）に創立150年を迎えた。
校訓
「かしこく、やさしく、たくましく」- 1999年（平成11年）制定。
学校教育目標
「ふるさと岡原を愛し、自ら学び、心豊かでたくましく生きる岡原っ子の育成」
校章
1966年（昭和31年）に制定。桜の花弁を背景にして、中央に校名の略称である「岡小」の文字（縦書き）を配している。
校歌
作詞・作曲ともに江藤俊明による。歌詞は4番まであり、各番の歌詞中に校名の「おか」と「原」が登場する。
通学区域
あさぎり町のうち、「宮麓、熊野、竹野、別府、桧山、斉堂、開墾、福留、永岡、岡麓」。中学校区はあさぎり町立あさぎり中学校。

## 沿革
- 1874年（明治7年）- 「府本小学校」として創立。
- 1880年（明治13年）- 外園に移転。
- 1887年（明治20年）- 小学校令施行により、尋常科を設置の上、「尋常府本小学校」に改称。
- 1888年（明治21年）-「尋常麓小学校」と改称。
- 1889年（明治22年）4月1日 - 町村制施行により、球磨郡2村（宮原・岡許）が合併の上、「岡原村」が発足。
- 1893年（明治26年）9月8日 -「岡原尋常小学校」（尋常科4年）に改称。
- 1905年（明治38年）4月 - 高等科（2年制）を併置の上、「岡原尋常高等小学校」（尋常科4年・高等科2年）に改称。
- 1908年（明治41年）4月 - 改正小学校令により、尋常科（義務教育年限）が4年制から6年制に改められる。従来の高等科1・2年を尋常科5・6年に改めるため、高等科を廃止の上、「岡原尋常小学校」（尋常科6年）に改称。
- 1916年（大正5年）4月 - 高等科（2年制）を併置の上、「岡原尋常高等小学校」（尋常科6年・高等科2年）と改称。
- 1921年（大正10年）- 現在地に移転を完了。
- 1941年（昭和16年）4月1日 - 国民学校令施行により、「球磨郡岡原村岡原国民学校」と改称。尋常科を初等科に改める。
- 1947年（昭和22年）4月1日 - 学制改革が行われる（六・三制の実施）。
  - 国民学校初等科は、新制小学校「岡原村立岡原小学校」に改組・改称。
  - 国民学校高等科は青年学校普通科とともに、新制中学校「岡原村立岡原中学校」に改組・改称。小学校に併設される。
- 1953年（昭和28年）- 新校舎が完成。
- 1955年（昭和30年）- プールが完成。
- 1966年（昭和31年）- 校章を制定。
- 1974年（昭和49年）- 創立100周年記念式典を挙行。記念事業として、発祥の地に記念碑を建立。
- 1979年（昭和54年）- 新校舎および給食センターが完成。
- 1980年（昭和55年）- 体育館および校門が完成。
- 1988年（昭和63年）- 運動場を拡張。旧・岡原中学校跡地に駐車場が完成。
- 1999年（平成11年）- 校訓を制定。
- 2005年（平成15年）4月1日 - 5町村合併によりあさぎり町が発足。「あさぎり町立岡原小学校」（現校名）に改称。
- 2006年（平成18年）- あさぎり町給食センターによる給食を開始。
- 2011年（平成23年）- 体育館および校舎の耐震工事を実施。
- 2012年（平成24年）4月 - あさぎり町立岡原中学校の閉校により、中学校区があさぎり町立あさぎり中学校に変更となる。
- 2018年（平成30年）- 学校運営協議会を設立。
- 2020年（令和2年）- 運動場の大規模改修工事が完了。

## 交通アクセス
最寄りの鉄道駅
- くま川鉄道 湯前線「あさぎり駅」

最寄りのバス停留所
- 九州産交バス「免田八幡町」停留所・「あさぎり駅前」停留所

最寄りの幹線道路
- 国道219号
- 熊本県道48号多良木相良線

## 周辺
- 旧あさぎり町立岡原中学校跡
- 旧・岡原村役場跡
- もみじ館（コミュニティセンター）
- あさぎり町社会福祉協議会
- あさぎり町立ふれあい福祉センター（かえで館）
- 岡原郵便局
- 岡原もぞか保育園
- 東病院
- 井口川